# Коті-комін
Коті-комін (яп. 公地公民, こうちこうみん, «державна земля, державний народ») — один з основоположних принципів в стародавній японській «правовій державі» 7 — 11 століття, за яким уся підконтрольна Імператорському уряду земля, а також населення, що проживало на цій землі, вважалося власністю держави.

## Короткі відомості
В стародавній японській державі Ямато 4 — 6 століть контроль уряду над землями держави, за винятком наділів Імператорської родини, здійснювався опосередковано, через регіональну знать, яка з покоління у покоління володіла приватними землями і населенням цих земель. Ця політично-економічна система стала потребувати невідкладних змін, коли на початку 7 століття у зв'язку з міжнародним конфліктом на Корейському півострові над Японію нависла небезпека іноземного вторгнення.
У 645 році в результаті державного перевороту японський принц Нака-но-Ое та його підлеглий Накатомі но Каматарі знищили диктаторський рід Соґа, оплот прибічників старої системи, і за підтримки нового Імператора розпочали кардинальні перетворення, націлені на побудову централізованої держави. На початку 646 року було проголошено Імператорський «указ про реформи», в якому за зразком китайського принципу державної власності на землю і населення проголошувався принцип коті-комін. Уся земля, в основному орна земля і заливні поля, а також населення Японії переходили під прямий контроль Імператора. Реальну владу на місцях повинен був здійснювати чиновницький бюрократичний апарат, який становив каркас централізованої держави. Ці принципи, проголошені в указі 646 року були законодавчо закріплені у Кодексі Тайхо. 
Одиницею «державної землі» коті був іменний наділ , який надаввся працездатним особам на одне покоління в обмін на сплату податку. Проте крім іменного наділу існували також посадові, рангові, робочі, заслужені, даровані, відомчі, монастирські і святилищні наділи.
Одиницею «державного народу» комін  були вільні общинники, так званий «добрий люд» рьомін, які мали право отримувати іменні наділи і обов'язок реєструватися у «подвірних реєстрах» та сплачувати податок на користь держави, а також чиновники нижнього та середнього рівнів. Поза межами «державного народу» знаходилась аристократія та групи залежного населення, що називалися «підлим людом» семмін, які перебували під патронатом Імператорської родини, аристократів, монастирів або святилищ.